# Elecciones al Senado de Argentina de 1916
Las Elecciones al Senado de la Nación Argentina de 1916 fueron realizadas a lo largo del mencionado año por las Legislaturas de las respectivas provincias para renovar 10 de las 30 bancas del Senado de la Nación.

## Cargos a elegir
| Provincia           | Senado    | Senado    |
| Provincia           | Senadores | A renovar |
| ------------------- | --------- | --------- |
| Buenos Aires        | 2         | —         |
| Capital Federal     | 2         | —         |
| Catamarca           | 2         | 1         |
| Córdoba             | 2         | 1         |
| Corrientes          | 2         | 1         |
| Entre Ríos          | 2         | 2         |
| Jujuy               | 2         | —         |
| La Rioja            | 2         | 2         |
| Mendoza             | 2         | —         |
| Salta               | 2         | 2         |
| San Juan            | 2         | 1         |
| San Luis            | 2         | —         |
| Santa Fe            | 2         | —         |
| Santiago del Estero | 2         | —         |
| Tucumán             | 2         | —         |
| Total               | 30        | 10        |

## Resultados
| Partido | Partido                       | Bancas |
| ------- | ----------------------------- | ------ |
|         | Unión Cívica Radical          | 3/10   |
|         | Partido Demócrata Progresista | 2/10   |
|         | Partido Conservador           | 1/10   |
|         | Unión Provincial              | 2/10   |
|         | Concentración Catamarqueña    | 1/10   |
|         | Concentración Cívica          | 1/10   |

## Resultados por provincia
| Provincia  | Senador electo               | Partido | Partido                       |
| ---------- | ---------------------------- | ------- | ----------------------------- |
| Catamarca  | Emilio Molina                |         | Concentración Catamarqueña    |
| Córdoba    | Julio Argentino Pascual Roca |         | Partido Demócrata Progresista |
| Corrientes | Pedro Numa Soto              |         | Unión Cívica Radical          |
| Entre Ríos | Leopoldo Melo                |         | Unión Cívica Radical          |
| Entre Ríos | Martín M. Torino             |         | Unión Cívica Radical          |
| La Rioja   | Adolfo E. Dávila             |         | Partido Conservador           |
| La Rioja   | Joaquín Víctor González      |         | Partido Demócrata Progresista |
| Salta      | Luis Linares                 |         | Unión Provincial              |
| Salta      | Robustiano Patrón Costas     |         | Unión Provincial              |
| San Juan   | Ángel Dolores Rojas          |         | Concentración Cívica          |

1. ↑  Falleció el 29 de abril de 1919, lo reemplaza Fernando M. Soria (UCR) el 19 de diciembre de 1922.
2. ↑  Renunció el 1 de mayo de 1922 para ser gobernador de la provincia de Córdoba, lo reemplaza Rafael Núñez (PD) el 8 de julio de 1924. Rafael Núñez falleció el 17 de octubre de 1924, no fue reemplazado.
3. 1 2  Desde el 5 de junio de 1917.
4. ↑  Falleció el 2 de abril de 1918, lo reemplaza David Luna (UCR) el 22 de julio de 1920.
5. ↑  Falleció el 21 de diciembre de 1923, no fue reemplazado.
6. ↑  Falleció el 16 de diciembre de 1918, lo reemplaza Pedro A. Garro (Concentración Cívica) el 18 de febrero de 1919.